# Francia en los Juegos Olímpicos de Albertville 1992
Francia estuvo representada en los Juegos Olímpicos de Albertville 1992 por un total de 109 deportistas que compitieron en 12 deportes.  
El portador de la bandera en la ceremonia de apertura fue el esgrimista Jean-François Lamour.

## Medallistas
El equipo olímpico francés obtuvo las siguientes medallas:
| Nombre                                        | Deporte            | Competición                |
| --------------------------------------------- | ------------------ | -------------------------- |
| Oro                                           |                    |                            |
| Anne Briand Véronique Claudel Corinne Niogret | Biatlón            | 3 × 7,5 km F               |
| Fabrice Guy                                   | Combinada nórdica  | Trampolín normal + 15 km M |
| Edgar Grospiron                               | Esquí acrobático   | Baches M                   |
| Plata                                         |                    |                            |
| Sylvain Guillaume                             | Combinada nórdica  | Trampolín normal + 15 km M |
| Carole Merle                                  | Esquí alpino       | Supergigante F             |
| Franck Piccard                                | Esquí alpino       | Descenso M                 |
| Olivier Allamand                              | Esquí acrobático   | Baches M                   |
| Isabelle Duchesnay Paul Duchesnay             | Patinaje artístico | Danza en hielo             |
| Bronce                                        |                    |                            |
| Florence Masnada                              | Esquí alpino       | Combinada F                |